# Дикон, Генри Коллингс
Генри Коллингс Дикон (англ. Henry Collings Deacon; 1822, Лондон — 24 февраля 1890, там же) — британский пианист, музыкальный педагог и музыковед.

## Биография
Учился в Королевской академии музыки у Киприани Поттера, затем в Италии, в том числе у Альберто Мадзукато. В период учёбы в Милане потерял голос, и по возвращении в Лондон выступал как пианист.
Интенсивно концертировал, особенно в 1860-е гг., в том числе в дуэте с виолончелистом Алессандро Пецце — в частности, в известном лондонском цикле «Общедоступные концерты по понедельникам» (англ. Monday Popular Concerts). Позднее проявил себя как крупный вокальный педагог, наставник заметных британских певцов, в том числе Симса Ривза, Анны Уильямс, Герберта Торндайка.

## Сочинения
Для первого издания Музыкального словаря Гроува написал ряд ключевых статей, в том числе «Пение» и «Вибрато». Опубликовал ряд аранжировок и переложений из репертуара этих концертов, а также некоторое количество оригинальных вокальных сочинений (на слова Байрона, Шелли и др.).